# 名古屋立てこもり放火事件
名古屋立てこもり放火事件（なごやたてこもりほうかじけん）は、2003年（平成15年）9月16日に愛知県名古屋市東区東大曽根町本通（町名は事件当時）で発生し3人が死亡・41人が負傷した殺人・現住建造物等放火・強盗・人質強要・銃刀法違反などの事件。
「平成最悪の立てこもり事件」として取り上げられることもある。

## 概要
2003年9月16日午前10時ごろ、運送会社「軽急便」の賃金不払いに抗議した社員の男（当時52歳）が愛知県名古屋市東区東大曽根町本通（2004年の町名変更により、同区矢田一丁目）の大曽根駅前に位置する「第一生命大曽根駅前ビル」4階にある軽急便名古屋支店名古屋営業事務所センター（当時女性社員22人・支店長と男性社員8人の31人在室）に出刃包丁・ポリ容器を持って侵入した。男は男性社員と揉み合いになり軽傷を負わせた後、女性社員22人と負傷した男性社員1人を解放した一方で店内にガソリンを撒き、支店長（当時41歳）以下男性社員8人を人質に取って支店内に立てこもった。
その上で男は支店長以外の社員7人を解放した一方で13時ごろまでに残るポリタンクを倒して中身を撒き散らし、支店長に命じて軽急便本社（名古屋市中区錦）に電話をかけさせ「7月から9月分までの現金25万円を指定した銀行口座に振り込め」と電話させ、12時10分ごろに要求金額通りの現金を振り込ませた。
事件発生を受けて愛知県警察は加害者の説得に当たった一方、警察庁では事件発生の第一報が入った直後から応援部隊を派遣する準備を始め、大阪府警察の刑事部捜査第一課特殊犯捜査係（MAAT）に出動を準備するよう指示し、県警特殊部隊（SAT）に待機命令を出した。だが、現場の室内には揮発したガソリンが充満していたため、加害者の制圧に銃器や閃光弾を使用することができない状況であった。
警察はさらに加害者の説得を続けたが、最終的に加害者は支店長を残し人質7人を解放した直後の13時10分ごろ、ライターでガソリンに火をつけた。この際に発生した爆発で加害者と人質の支店長が死亡し、加害者を制圧・逮捕するため現場階段付近にて待機していた県警の機動捜査隊隊員（当時31歳、巡査長）が一酸化炭素中毒で殉職したほか、ビル3階にいた警察官3名が熱風などで重傷を負い、ビルの外では爆発によって飛散したガラス片などで警察官・消防隊員・報道陣・通行人ら38名が軽傷を負った。
加害者・支店長の死因はいずれも焼死で、2人はそれぞれ出入り口から入った場所・事務所南東近くにて仰向けで倒れていた。県警は16日22時45分から加害者宅を家宅捜索した一方、翌17日には東警察署に特別捜査本部を設置して現場検証をした。
この事件をテレビ愛知（テレビ東京系列）を除く民放テレビ各局は報道特別番組として生中継した。特にTBS系列とフジテレビ系列は事件発生時、それぞれ在名局発の番組（CBC『キッズ・ウォー』、東海テレビ放送『貫太ですッ!』）放送中であったが、番組開始から数分で番組を中断、ニューススタジオに切り替え生中継を開始。このため爆発の瞬間が中継された。また、NHKでも13時14分に『スタジオパークからこんにちは』を打ち切って報道特番を放送している。
この事件以降、ガソリンスタンドのポリ容器などでのガソリン販売の禁止が徹底され、法規制が強化された。また日本警察は事件を機に立てこもり事件の専門部隊「Aチーム」を創設した。
軽急便側も、本社・名古屋支社が全焼したために同年12月をもって本社、名古屋支店、名古屋営業所、事務センターを移転することとなった。
県警（捜査一課および東署）は2004年1月15日、殺人・現住建造物等放火・強盗・人質強要・銃刀法違反などの容疑で死亡した被疑者の男を名古屋地方検察庁へ被疑者死亡のまま書類送検した。
事件から16年後の2019年2月、JNNは事件現場で加害者と交渉し爆発により一時期意識不明の重体に陥った県警捜査一課の警部を取材するとともに、事件に対処する当時の警察、消防を記録した映像を入手した。

## 映像化
- 日本を変えた!あの重大事件の新事実〜衝撃事件の現場に知られざるヒーローがいた〜（TBSテレビ、2019年12月9日）